# Idris Kanu
Idris Sheka Kanu (ur. 5 grudnia 1999 w Londynie) – sierraleoński piłkarz grający na pozycji prawoskrzydłowego. Od 2022 jest zawodnikiem klubu Northampton Town, do którego jest wypożyczony z Peterborough United.

## Kariera piłkarska
Swoją piłkarską karierę Kanu rozpoczął w juniorach klubu West Ham United, w których trenował od 2010 do 2016. W 2016 roku został piłkarzem grającego w National League, Aldershot Town. Swój debiut w nim zaliczył 8 października 2016 w wygranym 2:0 domowym meczu z Solihull Moors. W Aldershot Town występował przez rok.
W sierpniu 2017 Kanu przeszedł do grającego w League One, Peterborough United. Zadebiutował w nim 5 sierpnia 2017 w wygranym 2:1 domowym meczu z Plymouth Argyle.
W lipcu 2018 Kanu został wypożyczony do Port Vale, występującego w rozgrywkach League Two. Swój debiut w nim zanotował 29 września 2018 w zremisowanym 1:1 domowym meczu z Exeter City i w debiucie strzelił gola. W Port Vale spędził pół roku.
Na początku 2019 Kanu wypożyczono do Boreham Wood, grającego w National League. Zadebiutował w nim 5 stycznia 2019 w zremisowanym 4:4 wyjazdowym spotkaniu z Dagenham & Redbridge. W Boreham Wood spędził pół sezonu.
W 2019 Kanu wrócił do Peterborough United, a w styczniu 2022 udał się na kolejne wypożyczenie, tym razem do Northampton Town z League Two. Swój debiut w nim zaliczył 1 lutego 2022 w przegranym 0:1 domowym meczu z Barrow.
| Sezon   | Klub                | Kraj   | Rozgrywki       | Mecze | Gole |
| ------- | ------------------- | ------ | --------------- | ----- | ---- |
| 2016/17 | Aldershot Town      | Anglia | National League | 29    | 3    |
| 2017/18 | Peterborough United | Anglia | League One      | 18    | 0    |
| 2018/19 | Port Vale           | Anglia | League Two      | 3     | 1    |
| 2018/19 | Boreham Wood        | Anglia | National League | 18    | 4    |
| 2019/20 | Peterborough United | Anglia | League One      | 6     | 0    |
| 2020/21 | Peterborough United | Anglia | League One      | 17    | 2    |
| 2021/22 | Peterborough United | Anglia | Championship    | 5     | 0    |

## Kariera reprezentacyjna
W reprezentacji Sierra Leone Kanu zadebiutował 13 listopada 2021 w przegranym 0:2 towarzyskim meczu z Komorami, rozegranym w Sapancy. W 2022 roku został powołany do kadry na Puchar Narodów Afryki 2021. Nie rozegrał na nim jednak żadnego spotkania.